# Thamnomanes
Thamnomanes är ett fågelsläkte i familjen myrfåglar inom ordningen tättingar. Släktet omfattar fyra arter med utbredning från östra Colombia till norra Bolivia och östra Brasilien:
- Mörkstrupig myrtörnskata (T. ardesiacus)
- Svartstrupig myrtörnskata (T. saturninus)
- Askgrå myrtörnskata (T. caesius)
- Blågrå myrtörnskata (T. schistogynus)